# 慈眼寺 (徳島市)
慈眼寺（じげんじ）は、徳島県徳島市国府町延命にある高野山真言宗の寺院である。山号は妙雲山。本尊は十一面観音（子安観音）。四国八十八箇所霊場の第十四番札所・常楽寺の奥の院。

## 概要
常楽寺の寺領に位置する。本堂には十一面観世音菩薩を本尊とし、脇仏に弁財天、毘沙門天を安置している。本堂の東側に生木地蔵尊のお堂がある。

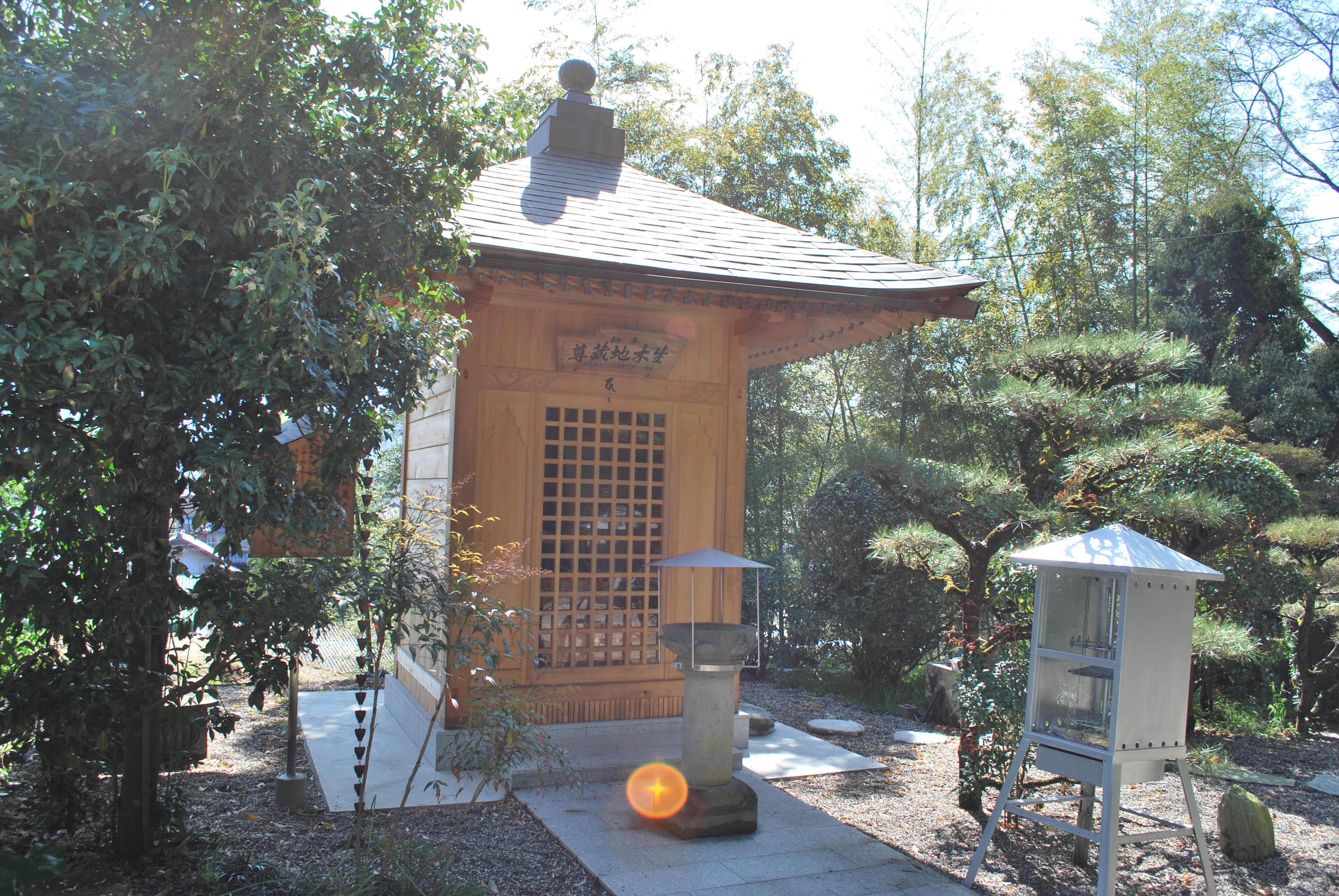
生木地蔵堂
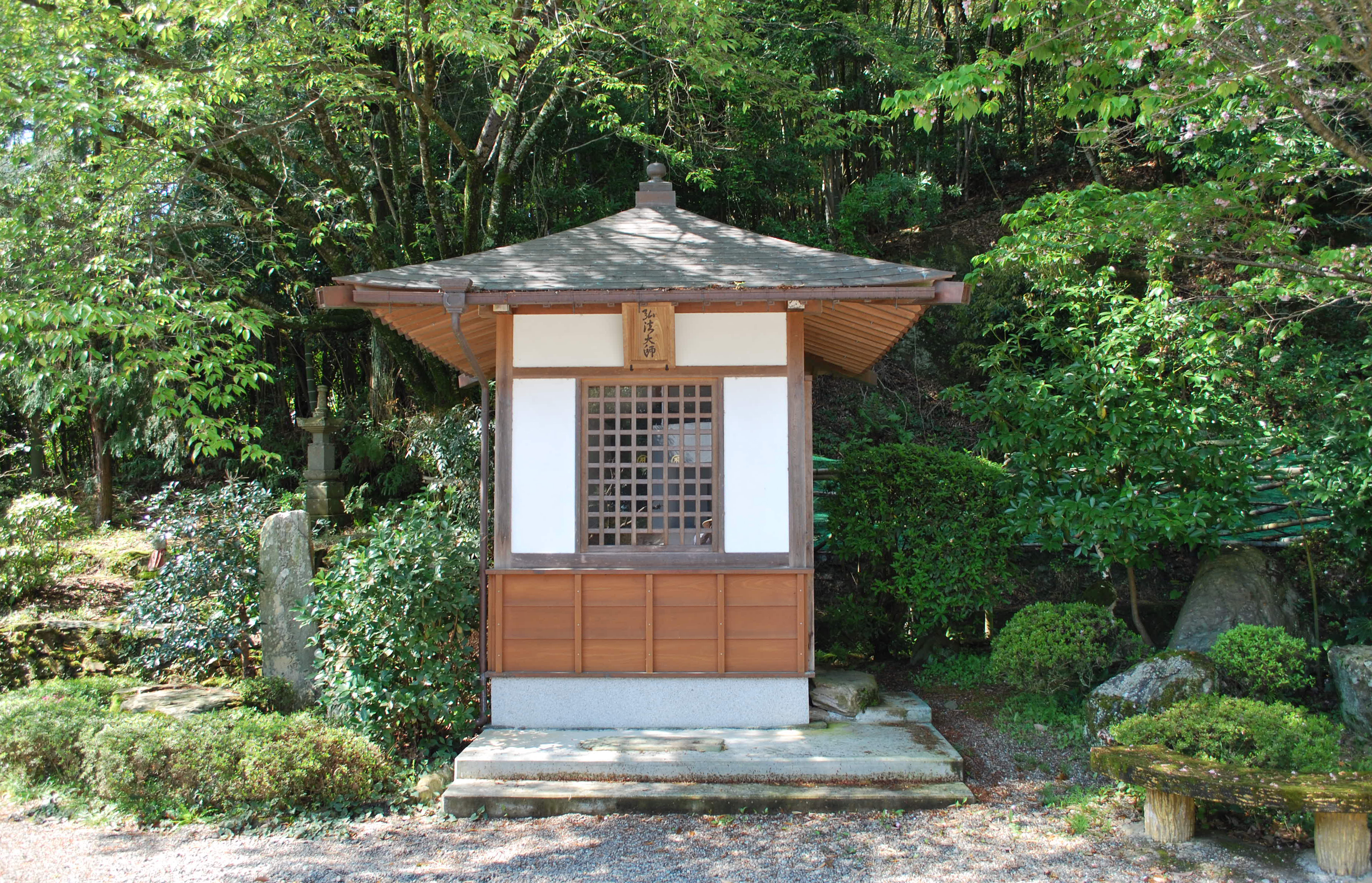
大師堂

## 前後の札所
四国八十八箇所
14 常楽寺 -- 14番奥の院 慈眼寺 -- 15 国分寺